# Полдневська сільська рада
Полдневська сільська рада (рос. Полдневский сельский совет) — муніципальне утворення у складі Камизяцького району Астраханської області, Російська Федерація. Адміністративний центр — село Полдневе.

## Географічне положення
Сільська рада розташована у крайній південно-західній частині району. Територією сільради протікають Волга та її протоки, найбільшою з яких є Гандуріно. Саме тут Волга впадає до Каспійського моря. На сході та півдні розташована Дамчицька ділянка Астраханського заповідника.

## Населення
Населення — 1124 особи (2011; 1086 в 2010).
Національний склад:
- росіяни — 936 осіб
- казахи — 183 особи
- аварці — 3 особи
- українці та білоруси — по 2 особи

## Склад
До складу поселення входять такі населені пункти:
| Населений пункт | Населення, осіб (2010) |
| --------------- | ---------------------- |
| Дамчик, селище  | 40                     |
| Полдневе, село  | 1046                   |

## Господарство
Провідною галуззю господарства виступає сільське господарство, представлене 4 селянсько-фермерськими господарствами та 1 сільськогосподарським підприємством. У структурі угідь найбільшу площу займають сінокоси (63,6%), пасовиська (23,5%) та рілля (12,8%). Тваринництво займається розведенням великої рогатої худоби, овець, кіз, коней та птахів. Відповідно основною продукцією виступають м'ясо, молоко, шерсть та яйця. Рослинництво займається вирощуванням овочів, баштану та картоплі. У сільраді розвинено рибальство, серед риборозвідних підприємств — рибгосп «Лотос».
Серед закладів соціальної сфери у центрі сільради діють фельдшерсько-акушерський пункт, середня школа на 200 місць, будинок культури на 200 місць, сільська бібліотека. Діють також 8 магазинів та їдальня.
Транспортні мережі у сільраді представлені судноплавними річками Волга та Гандуріно. У кожному селі є пристані. До центра сільради підведена автомобільна дорога із сусіднього селища Нижньонікольський.